# Club Deportivo San Marcos de Arica
Maillots
Le Club Deportivo San Marcos de Arica est un club de football chilien, basé à Arica.

## Historique
- 1978 : fondation du club sous le nom de Deportes Arica. Dans la seconde moitié des années 1970, plusieurs villes du Norte Grande ont cherché à s'intégrer au football professionnel. À Arica, un groupe de dirigeants locaux du football amateur, parmi lesquels se sont distingués Darío Sepúlveda et Alberto Serrano, est chargé de convaincre la Central Soccer Association (aujourd'hui ANFP) que la ville est en mesure d'avoir un club professionnel. La grande performance des dirigeants locaux et des citoyens lors du développement d'Arica en tant que sous-site de la Coupe du monde de 1962 est une des valeurs recherchées. Peut-être que le seul inconvénient majeur était la distance de la ville et du centre-ville, une zone où la plus grande des équipes professionnelles du pays s'entraine. L'une des stratégies à accepter était la fusion du club Norte Unido d'Arica avec le club de la capitale Ferroviarios de la deuxième division, donnant naissance d'abord à Ferro Norte puis à Ferro Arica, mais l'AFC ne reconnaîtrait pas cette fusion. Enfin, et après des tentatives répétées, l'AFC accepte Arica avec professionnalisme en tant qu'invité en deuxième division. Le 14 février 1978, Norte Arica a été fondé, le premier club professionnel de la région de Tarapacá à l'époque. Un mois plus tard, il sera renommé Club Deportes Arica. Pour faire face à ce nouveau défi, celui chargé de diriger l'équipe bleu ciel était l'entraîneur Jorge Luco, de l'Université Catholique, avec ses assistants étant Manuel "Colo-Colo" Muñoz, Adolfo Robles et Guido Cornejo. L'équipe était composée de joueurs locaux et de footballeurs nationaux expérimentés. Ainsi s'est formée l'équipe : Luis Duarte (gardien), Luis Díaz (gardien), Carlos "Pichi" Rodríguez (gardien Arica), Jorge Cabrera (de l'Université du Chili) et Eduardo Esquivel (uruguayen de Huracán Buceo en Uruguay). Dans sa première expérience de professionnalisme, l'ancien CDA a terminé en onzième position, et s'est démarqué pour avoir obtenu une moyenne approximative de 10 000 spectateurs par match en tant que local.
- 1981 : première ascension. En 1981, avec le directeur technique Alicel Belmar, le gardien Guillermo Cartes, Hernán Ibarra, Manuel Sáez, René Jara, Juan Amigo, Marcial Aspé, Manuel Leal, José Burgos, Ricardo Tornería, Enrique Castillo, Sergio Campos et Eduardo "Matute « arrivé. » Fabres. Plus tard, le Brésilien Joao Ananías de Jesús et l'ancien capitaine de l'équipe nationale chilienne en Allemagne 1974, Francisco "Chamaco" Valdés, revenu au club après avoir joué lors de la saison 1979, rejoindraient le championnat de deuxième division que l'entraîneur a apporté, les ariqueños auraient un grand rôle dans cette saison. Carlos "Pichi" Rodríguez et Eduardo Medina (football amateur), Mauro Meléndez (cadets), Adrián "Cogote" Pérez, Alex Castillo (cadets), Carlos "Carlín" Díaz, Luis "Torito" Navarro (cadets), Carlos Gómez (Ariqueño , ancien Cobreloa), Eduardo Vicentello (cadets) et Héctor Moscoso (cadets). De la saison précédente, Jorge Cabrera et Jorge Bianco resteraient dans l'équipe, bien que Bianco ne jouerait que quelques matchs en deuxième division Polla Gol Cup, puisqu'il quitterait l'institution au milieu du semestre. Le premier titre que Deportes Arica a remporté était la deuxième division Polla Goal Cup de 1981, qu'ils ont remportée après avoir battu Santiago Morning 1-0 en finale avec un but de Carlos Gómez au stade de la Coupe du monde Carlos Dittborn. Au deuxième semestre, Deportes Arica a continué sur la voie de la victoire et a obtenu une promotion en première division 3 dates avant de terminer le championnat officiel (après la victoire 4-1 contre Santiago Monrning à Carlos Dittborn). Puis au dernier rendez-vous, a été couronné champion de la division après avoir battu Trasandino de Los Andes 2-1 au stade de la Coupe du monde Carlos Dittborn avec des buts marqués par Héctor Moscoso et Hernán « Flaco » Ibarra. De plus, cette même équipe a battu Colo-Colo 3-2 le 31 janvier 1982 au stade Carlos Dittborn, lors de la soi-disant Coupe des champions que les monarques des deux divisions ont disputée.
- 1982 : division d'honneur. Lors de la première saison de Deportes Arica dans la catégorie la plus élevée du football chilien, il a été renforcé par des joueurs tels que Rafael González (ancienne équipe nationale chilienne en Allemagne 1974), Miguel Alegre, Agustín Villazón, Daniel Montilla, Julio Crisosto (ancienne équipe nationale chilienne ), entre autres. En fin de saison, l'équipe d'Arica termine à la dixième place du Tournoi National de 1982. En 1983, l'ancien CDA termine à nouveau à la dixième position avec 43 points. Des joueurs tels que Leopoldo Vallejos (gardien de but de l'équipe chilienne en Allemagne 1974), Rafael González, Jorge Cabrera, Mauro Meléndez, Agustín Villazón, entre autres, se sont démarqués dans la campagne de cette saison. Dans la saison suivante (1984), Deportes Arica a eu un grand championnat, ce qui lui a permis de terminer en 4ème position dans la Zone Nord (sur le point d'entrer dans la Finale Liguilla). Dans cette campagne, la victoire contre Colo-Colo par 3 à 1 à Santiago, la victoire contre Deportes La Serena par un score historique de 6 à 5, entre autres matchs mémorables, s'est démarquée. Malheureusement, tout ce voyage à travers la plus haute division du football chilien prendrait fin lors de la saison 1985, où Deportes Arica descendrait de catégorie après avoir terminé à la dix-neuvième place avec 27 points.
- 1988 : près du retour. Lors de la saison de 1988, Deportes Arica a eu sa première opportunité de revenir en première division. L'équipe d'Arica a terminé à la deuxième place de la zone nord, ce qui leur a permis de se qualifier pour les Playoffs de promotion, dans lesquels ils ont affronté Deportes Temuco et O'Higgins, ce dernier remportant les Playoffs. Dans cette campagne, des joueurs tels que Horacio Simaldone, Héctor Moscoso, Carlos "Pichi" Rodríguez, Luis "Catata" Molina, Claudio Castillo, etc. se sont démarqués. 5 ans plus tard, Bravo était à nouveau proche de la promotion après avoir terminé à la 4e place du championnat de deuxième division de 1993 et s'être qualifié pour les éliminatoires de promotion disputées à Coquimbo. Dans la ligue, ils ont affronté Deportes Melipilla, Regional Atacama et Coquimbo Unido, ces deux derniers ont été promus en première division. Cette saison-là, les principales figures de l'équipe dirigée par Hernán "Clavito" Godoy étaient Osvaldo "Arica" Hurtado (ancienne université catholique, Cadix en Espagne, etc.), Eloy Ortiz, Aldo Aránguiz, Diego Vargas, Eduardo Gálvez, entre autres. Après ces campagnes exceptionnelles dans la division argent du football chilien, Deportes Arica a connu des saisons très irrégulières jusqu'à la fin des années 90 et au début des années 00, où il a même combattu la relégation dans plusieurs d'entre elles.
- 2005 : la chute et les adieux du CDA. Après 3 ans sans relégation en raison de modifications du système de championnat, il a été décidé que lors de la saison 2005, il y aurait une "relégation programmée", qui envisagerait les performances des 3 derniers championnats et une moyenne serait obtenue, ce qui était préjudiciable en grande partie à Deportes Arica, qui en 2003, en raison de difficultés économiques et administratives, avait été puni de la soustraction de 24 points. En d'autres termes, pour ne pas être relégué, il devait pratiquement devenir champion et obtenir une promotion lors de la saison 2005. "Truck" López, Erwin Concha, Mauricio "Ratón" Arias, Marcelo Suarez, Fabián Muñoz, Héctor Pericas, entre autres . Après l'arrivée de Juan Ubilla en remplacement de Sergio Nichiporuk, L'équipe a fait une bonne campagne, mais ce n'était pas suffisant pour obtenir une promotion, c'est pourquoi ils ont condamné leur relégation en troisième division. Les dirigeants du CDA ont tenté de convaincre l'ANFP de diverses manières pour que le club puisse rester professionnel, mais cela n'a malheureusement pas été le cas. Enfin en février 2006, le Club Deportes Arica assume la réalité de devoir participer à la Troisième Division la saison prochaine.
- 2007 : le retour au professionnalisme. Après sa refondation en 2006 sous le nom de San Marcos de Arica, le club a participé discrètement à sa première saison de football amateur, étant éliminé tôt dans les tournois des premier et deuxième semestres. En 2007, Miguel Alegre, ancien joueur de Sports Arica dans les années 1980, arrive comme entraîneur. San Marcos a débuté la saison de la meilleure des manières en remportant la Zone Nord, pour ensuite éliminer Ovalle en quart de finale et Trasandino de Los Andes en demi-finale. En finale, ils ont affronté Colchagua, une équipe qu'ils ont battue au match aller disputé à Arica par 2 à 1. À San Fernando, lors du dernier match retour, ils ont fait match nul 1 à 1, ce qui a permis à San Marcos de Arica d'atteindre le titre de troisième division. et retour au football professionnel après 2 ans. Des joueurs comme le gardien Kroll Albiña se sont démarqués dans la campagne.
- 2009 : a une peine de retour. Au cours de la saison 2009, Bravo a de nouveau eu une participation exceptionnelle au championnat Primera B, terminant en 4e position du tableau avec 53 points, ce qui leur a permis de se qualifier pour les Playoffs de promotion. En championnat, il a affronté Palestino, une équipe qui l'a battu au match aller disputé à Arica par 2 à 0. Au match retour, San Marcos de Arica a remporté la victoire par 2 à 0, un résultat qui a égalisé la série. Dans le temps supplémentaire, il n'y avait pas de buts, donc tout serait défini par les tirs au but. Enfin, la définition des 12 étapes a été remportée par l'équipe de la capitale par 4 à 2.
- 2012 : 27 ans plus tard, nous sommes revenus. À partir de la mi-2011, Luis Marcoleta a pris en charge l'équipe, poursuivant sa période pour 2012. Avec les ajouts de Mauricio Segovia, Renato González, Ángelo González, José Martínez, Sebastián Rivera, Jorge Deschamps, Cristián Olguín, Robison Popovits, Deivid Soares , Nicolás Villafañe et Pablo Francés ; En plus de la permanence de Joel Estay, Pedro Carrizo, José Pedrozo, Daniel Briceño, Néstor Contreras, Marcelo Medina, Augusto Barrios, Fabián Muñoz, Rafael Celedón et Alejandro Flores, l'équipe d'Arica est devenue championne du championnat d'ouverture de la première B après avoir égalé 0 à 0 contre Deportes Concepción lors du dernier rendez-vous. Avec ce titre, Bravo s'est assuré une finale de promotion face au champion du second semestre. Pour le Championnat de clôture de la Primera B 2012, le milieu de terrain argentin Fernando Méndez, l'attaquant Roberto "Peta" Castillo, et l'ancien Bravo, Francisco Piña, sont venus renforcer l'équipe. L'objectif fixé par le stratège Luis Marcoleta d'obtenir la première place du tableau général du championnat Primera B 2012, et par conséquent, de monter directement en première division, a été atteint le 4 novembre après avoir battu Deportes Concepción 2-1 avec des buts de Mauricio Ségovie et Francisco Piña. C'est ainsi que le "Bravo" est revenu en Première Division après 27 ans d'absence. Il a été rempli le 4 novembre après avoir battu Deportes Concepción 2-1 avec des buts de Mauricio Segovia et Francisco Piña. C'est ainsi que le "Bravo" est revenu en Première Division après 27 ans d'absence. Il a été rempli le 4 novembre après avoir battu Deportes Concepción 2-1 avec des buts de Mauricio Segovia et Francisco Piña. C'est ainsi que le "Bravo" est revenu en Première Division après 27 ans d'absence.
- 2013 : descente et remontée immédiates. En 2013, un championnat appelé Transition a été joué au premier semestre, car à partir du deuxième semestre, la saison de football chilienne serait de style européen. Ledit tournoi n'avait que 17 dates et 1 relégation en First B, qui serait l'équipe qui aurait réalisé la pire campagne en termes de coefficient de performance (score divisé par les matchs joués) au cours des 3 dernières saisons de première division. Dans le cas de San Marcos, le score obtenu dans la Transition serait divisé par le nombre de matches du tournoi (17). En 17 matchs, le casting dirigé par Luis Marcoleta n'a obtenu que 12 points (2 victoires, 6 nuls, 9 défaites), avec un coefficient de performance moyen de 0,705, des chiffres qui ont placé l'équipe à la dernière place du tableau de relégation, condamnant ainsi leur retour. à Primera B. Après la relégation, la direction du club a cherché à réarmer l'équipe et à garder Luis Marcoleta comme DT afin de revenir le plus rapidement possible en première division. C'est ainsi que le club a licencié toute l'équipe, ne réembauchant que les joueurs les plus remarquables du premier semestre en première division (Pedro Carrizo, Daniel Mustafá, José Pedrozo, Augusto Barrios, Sebastián Rivera, Daniel Briceño, Joel Estay). Le championnat d'ouverture Primera B 2013/2014 serait remporté par San Luis de Quillota, mais dans la seconde moitié de la saison, il perdrait du terrain dans le tableau annuel, ce dont San Marcos de Arica profiterait pour surmonter son mauvais départ. la saison. L'équipe d'Arica a atteint les dernières dates en disputant le leadership de la table annuelle avec Coquimbo Unido (équipe qui à la fin obtiendrait le championnat Clausura). Lors du dernier match, le casting d'Arica avait besoin d'un match nul pour être sacré champion du tableau annuel et ainsi obtenir une promotion. L'adversaire de service était Lota Schwager, et devant un stade Carlos Dittborn bondé, le casting de Bravo obtiendrait le point suffisant pour être sacré champion après avoir égalisé 1-1 avec l'équipe carbone grâce au but de Renato González.
- 2015 : si proche de l'Amérique du Sud. Pour la saison 2014/2015, San Marcos de Arica ne renouvelle pas le contrat avec l'attaquant Joel Estay, ni avec l'entraîneur Luis Marcoleta. La personne chargée d'assumer ce nouveau défi en première division était Fernando Díaz, qui serait plus tard remplacé dans le championnat de clôture par Fernando Vergara, qui parviendrait à classer Celeste Ariqueña aux éliminatoires de la pré-Copa Sudamericana. San Marcos de Arica battrait Unión La Calera via des tirs au but en demi-finale, se qualifiant pour la définition de la ligue contre l'Université catholique. Au match aller, Bravo a battu Los Cruzados 3-1 avec des buts de Diego Oyarzún et un doublé de Leonardo Ramos au stade de la Coupe du monde Carlos Dittborn. Au match retour à San Carlos de Apoquindo, l'Université catholique s'est imposée 3-0 à la 91e minute, jusqu'à ce que Gustavo Oberman surgisse d'un superbe tir marquant la remise d'Arica, ce qui a permis à la définition d'aller aux tirs au but. Malheureusement pour les prétentions aricaines, l'Université Catholique finirait par attribuer ladite définition, et ainsi l'illusion de l'équipe aricaine de se qualifier pour une coupe internationale prendrait fin. Les gardiens Pedro Carrizo, Eduardo Lobos, Carlos Labrin, Fernando Meza, Augusto Barrios, Pablo "Mota" González, Gabriel Sandoval, Renato González, Kevin Harbottle et l'attaquant Leonardo "Pity" Ramos se distinguent de cette équipe. et de cette façon, l'illusion de l'équipe Arica de se qualifier pour une coupe internationale prendrait fin. Les gardiens Pedro Carrizo, Eduardo Lobos, Carlos Labrin, Fernando Meza, Augusto Barrios, Pablo "Mota" González, Gabriel Sandoval, Renato González, Kevin Harbottle et l'attaquant Leonardo "Pity" Ramos se distinguent de cette équipe. et de cette façon, l'illusion de l'équipe Arica de se qualifier pour une coupe internationale prendrait fin. Les gardiens Pedro Carrizo, Eduardo Lobos, Carlos Labrin, Fernando Meza, Augusto Barrios, Pablo "Mota" González, Gabriel Sandoval, Renato González, Kevin Harbottle et l'attaquant Leonardo "Pity" Ramos se distinguent de cette équipe.
- 2015-2016 : un nouvel adieu à la catégorie la plus élevée. Pour la saison 2015-2016, l'entraîneur Marco Antonio Figueroa est arrivé à San Marcos de Arica. Au premier semestre, Bravo a eu une campagne irrégulière qui l'a placé à la dixième place avec 17 points. Dans Clausura 2016, les performances ont progressivement diminué, ce qui a conduit au limogeage de Marco Antonio Figueroa de la rive nord, et Emiliano Astorga a pris la relève en tant que remplaçant, qui n'a malheureusement pas eu une performance optimale. Dans la nuit du 29 avril 2016, avec la défaite locale par 3 à 2 contre Palestino, ajoutée au match nul entre Deportes Antofagasta et San Luis de Quillota et le match nul entre Unión Española et Cobresal dans la capitale, signifiait une nouvelle relégation au Première division B de la peinture arica.
- 2016-2017 : une nouvelle descente. Au cours de la saison 2016-2017, Bravo a été finaliste de Primera B, ce qui a assuré une finale des éliminatoires de promotion où ils joueraient contre le vainqueur du tournoi de transition 2017. Enfin, dans ce match aller-retour, ils ont affronté Unión La Calera, qui a gagné avec un score global de 2 à 1, ce qui entraînerait le limogeage de l'entraîneur de San Marcos de Arica, Ariel Pereyra. Pour la saison 2018, le directeur technique Luis Musrri, qui venait de travailler à l'Université du Chili, a été embauché. San Marcos de Arica n'a pas eu une bonne performance dans la première partie du championnat, et au début du second semestre il n'y a eu aucune amélioration, par conséquent, Luis Musrri a été démis de ses fonctions en juillet de la même année. A sa place, Hernán "Clavito" Godoy, dans le seul but de sauver l'équipe de la relégation en deuxième division professionnelle. Malheureusement, malgré tous les efforts et en arrivant avec des occasions jusqu'à la dernière date du championnat, Bravo a fini par tomber dans la catégorie après avoir fait match nul 2-2 contre Santiago Wanderers au stade Elías Figueroa de Valparaíso.
- 2019 : retour au premier B. En 2019, l'objectif n'était qu'un, revenir le plus rapidement possible dans la division argent du football chilien. L'entraîneur national, Felipe Cornejo, a été embauché et des joueurs expérimentés tels que Nery Veloso, Renato González, Camilo Melivilú, Eduardo Vilches, Robert González, entre autres, sont arrivés. San Marcos de Arica était pratiquement le leader tout au long du championnat de deuxième division professionnelle 2019. La phase régulière s'est terminée avec un avantage de 10 points sur son plus proche rival, Colchagua. Dans la Liguilla de Ascenso, la même tendance s'est maintenue et aucune équipe n'a jamais été en mesure de la surmonter dans le tableau. Pendant les troubles sociaux au Chili, l'ANFP a paralysé toutes les compétitions de football professionnelles chiliennes à partir du 18 octobre 2019 (date à laquelle les marches et les manifestations ont commencé). Le 29 novembre 2019, après un conseil des directeurs et des présidents de clubs de l'ANFP, il a été décidé de mettre fin à toutes les compétitions de football professionnel et de ne pas déclarer de champions ni de promotion dans la première B et la deuxième division professionnelle. Cette décision a déclenché une série de polémiques, car elles allaient à l'encontre de toutes les revendications sociales et de justice qui se déroulaient à cette époque dans le pays. Le 6 décembre 2019, il y a eu à nouveau un conseil des présidents de l'ANFP, où il a été décidé de déclarer respectivement le champion Santiago Wanderers et San Marcos de Arica du championnat de la première B et de la deuxième division professionnelle. Cette décision a déclenché une série de polémiques, car elles allaient à l'encontre de toutes les revendications sociales et de justice qui se déroulaient à cette époque dans le pays. Le 6 décembre 2019, il y a eu à nouveau un conseil des présidents de l'ANFP, où il a été décidé de déclarer respectivement le champion Santiago Wanderers et San Marcos de Arica du championnat de la première B et de la deuxième division professionnelle. Cette décision a déclenché une série de polémiques, car elles allaient à l'encontre de toutes les revendications sociales et de justice qui se déroulaient à cette époque dans le pays. Le 6 décembre 2019, il y a eu à nouveau un conseil des présidents de l'ANFP, où il a été décidé de déclarer respectivement le champion Santiago Wanderers et San Marcos de Arica du championnat de la première B et de la deuxième division professionnelle.

## Palmarès
- Coupe du Chili de football :
  - Vainqueur (1) : 1981 (Primera B)
- Championnat du Chili de football D2 :
  - Champion (3) : 1981, 2012 , 2013 - 2014.
- Championnat du Chili de football D3 :
  - Champion (1) : 2007.

## Personnalités du club

### Entraîneurs
| - Jorge Luco (1978) - Isaac Carrasco (1979) - Pedro García (1979) - Claudio Ramírez (1980) - Jorge Casanova (1980) - Manuel Rodríguez (1980) - Manuel Muñoz (1980) - Alicel Belmar (1981) - Ramón Estay (1982-1984) - Adolfo Robles (1984-1985) - Ramón Estay (1985) - Hernán Godoy (1986) - Manuel Muñoz (1986-1987) - Luis Ramírez (1988) - Aurelio Valenzuela (1989) - Alicel Belmar (1989) | - Hugo Solís (1990) - Jorge Molina (1990) - Hernán Godoy (1990) - Daniel Díaz (1991) - Adolfo Robles (1991) - Leonel Herrera (1992) - Hernán Godoy (1993) - Hernán Ibarra (1994) - Hernán Godoy (1994) - Osvaldo Hurtado (1995) - Esaú Bravo (1996) - Hernán Ibarra (1996) - Eugenio Jara (1997) - Rolando García (1998) - Jaime Carreño (1998-1999) - Hernán Godoy (2000) | - Luis Santibáñez (2001) - Carlos Medina (2002) - Jaime Carreño (2002) - Carlos Molina (2003) - Hernán Ibarra (2003) - Carlos Medina (2004) - Germán Cornejo (2004) - Sergio Nichiporuk (2005) - Juan Ubilla (2005) - Manuel Soto (2006) - Miguel Alegre (2007) - Orlando Mondaca (2008-2009) - Hernán Godoy (2009-2010) - Hernán Ibarra (2011) - Luis Marcoleta (2011-2014) - Fernando Díaz (2014–maintenant) |